# Йохан (Насау-Хадамар)
Вижте пояснителната страница за други личности с името Йохан.
Йохан от Насау-Хадамар (на немски: Johann von Nassau-Hadamar, † пр. 20 януари 1365) от Дом Насау (Старата линия Насау-Хадамар), е от 1334 до 1365 г. граф на Насау-Хадамар.

## Живот
Той е първият син на граф Емих I от Насау-Хадамар († 1334) и съпругата му Анна фон Цолерн-Нюрнберг († ок. 1357), дъщеря на бургграф Фридрих III от Нюрнберг.
Йохан наследява баща си през 1334 г. като граф на Насау-Хадамар. В началото той управлява сам, но от 1337 г. включва брат си Емих II († 1359) в управлението.
Йохан води множество битки, получава финансови проблеми и продава собственостите си.
Йохан от Насау-Хадамар умира между 12 ноември 1364 и 20 януари 1365 г.

## Фамилия
Йохан се жени през 1331 г. за Елизабет фон Валдек († пр. 22 юни 1385). Тя е дъщеря на граф Хайнрих IV фон Валдек (1282/90 – 1348) и Аделхайд фон Клеве († сл. 26 юли 1327). Те имат десет деца:
- Емих (* 1331, † 8 юни 1343)
- Емих († 24 март 1358), каноник в Майнц
- Хелена (* ок. 1343, † ок. 1343)
- Йохан († 23 февруари 1362), неженен
- Хайнрих († 1368), наследява баща си като граф на Насау-Хадамар
- Емих III († 1394), наследява баща си като граф на Насау-Хадамар (под опекунство)
- Анна († 21 януари 1404), ∞ ок. 1362 Рупрехт VII от Насау-Зоненберг († 1390), ∞ 1391 Дитер VIII фон Катценелнбоген († 1402)
- Елизабет/Елзе († 18 ноември 1413), 1370 абатеса в Есен
- Елигхин/Аделхайд († пр. 1416), ∞ пр. 1379 Фридрих III фон Кастел († 1379)
- Аделхайд († пр. 22 юни 1385), ∞ пр. 1370 Вилхелм I фон Кастел († 11 май 1399)